# Блу-Болл (Пенсільванія)
Блу-Болл (англ. Blue Ball) — переписна місцевість (CDP) в США, в окрузі Ланкастер штату Пенсільванія. Населення — 1084 особи (2020).

## Географія
Блу-Болл розташований за координатами 40°6′45″ пн. ш. 76°3′18″ зх. д. / 40.11250° пн. ш. 76.05500° зх. д. (40.112591, -76.054880).  За даними Бюро перепису населення США в 2010 році переписна місцевість мала площу 3,10 км², з яких 3,09 км² — суходіл та 0,00 км² — водойми.

## Демографія
Згідно з переписом 2010 року, у переписній місцевості мешкала 1031 особа в 383 домогосподарствах у складі 277 родин. Густота населення становила 333 особи/км².  Було 404 помешкання (131/км²).
Расовий склад населення:
| - 94,3 % — білих - 3,1 % — азіатів - 0,6 % — чорних або афроамериканців - 0,5 % — корінних американців |

До двох чи більше рас належало 1,5 %. Частка іспаномовних становила 1,5 % від усіх жителів.
За віковим діапазоном населення розподілялося таким чином: 27,4 % — особи молодші 18 років, 61,3 % — особи у віці 18—64 років, 11,3 % — особи у віці 65 років та старші. Медіана віку мешканця становила 33,2 року. На 100 осіб жіночої статі у переписній місцевості припадало 103,4 чоловіків;  на 100 жінок у віці від 18 років та старших — 98,4 чоловіків також старших 18 років.
Середній дохід на одне домашнє господарство  становив 65 698 доларів США (медіана — 70 313), а середній дохід на одну сім'ю — 73 933 долари (медіана — 72 593). За межею бідності перебувало 4,2 % осіб, у тому числі 0,0 % дітей у віці до 18 років та 0,0 % осіб у віці 65 років та старших.
Цивільне працевлаштоване населення становило 603 особи. Основні галузі зайнятості: виробництво — 24,0 %, освіта, охорона здоров'я та соціальна допомога — 19,2 %, будівництво — 17,9 %.